# Kuno von Moltke
Kuno Augustus Friedrich Karl Detlev, Conde de Moltke (Neustrelitz, Mecklenburg-Strelitz, 13 de dezembro de 1847 - Breslau, 19 de março de 1923), foi um Tenente-general alemão, assessor militar do Kaiser Guilherme II da Alemanha e comandante militar de Berlim.

## Biografia
Kuno pertencia à família Moltke, uma linhagem da antiga nobreza de Mecklemburgo, que tinha ramificações na Alemanha (Württemberg, Prússia e Baviera), Suécia, Áustria e Dinamarca. Em 1896, quando já ocupava o cargo de comandante militar de Berlim, casou-se com Athalie ("Lily") von Kruse-Neetzow (viúva, cujo sobrenome de solteira era von Heyden). O casal se divorciaria em 15 de novembro de 1899, quando Lily descobriu o relacionamento homossexual que seu marido manteve por anos com o embaixador alemão em Viena, o príncipe Philipp zu Eulenburg-Hertefeld. Lily casou-se, posteriormente, com Harry von Elbe.
Moltke compôs, em 1892, a marcha militar Des Großen Kurfürsten Reitermarsch.

## Escândalo de Harden-Eulenburg
Moltke fazia parte do círculo íntimo de Guilherme II (um grupo que ficou conhecido como a "Távola Redonda de Liebenberg") e tinha grande influência sobre o soberano. Para o jornalista Maximilian Harden, a recusa do kaiser em entrar em guerra contra a França durante a Primeira Crise do Marrocos era de inteira responsabilidade dos membros da "Távola" e, por isso, passou a atacá-los publicamente. Harden tomou conhecimento da homossexualidade de alguns dos mais proeminentes nomes do governo alemão (membros da Távola") através de cartas de cunho íntimo trocadas entre Eulenburg e Moltke, fornecidas pela ex-mulher deste em 1906. Moltke, entre outros, foi um dos protagonistas do chamado Escândalo de Harden-Eulenburg, que levou diversos homens próximos a Guilherme II a julgamento por infração do Parágrafo 175, que proibia qualquer tipo de atividade homossexual na Alemanha.
No decorrer do processo Moltke chegou a desafiar Harden (que o acusou de ser abertamente homossexual) para um duelo. Em 1907 Moltke processou o jornalista por difamação, que resultou em absolvição do réu. Posteriormente, o processo foi reaberto e Harden foi condenado a quatro meses de prisão. Em 1908, Harden foi condenado a pagar uma multa e as custas do processo e Moltke foi reabilitado publicamente.